# Ямбі-Мару
Ямбі-Мару (Jambi Maru) — транспортне судно, яке під час Другої світової війни брало участь у операціях японських збройних сил на Тихому океані. Також відоме як Янбі-Мару (Janbi Maru).
Судно спорудили в 1943 році на верфі Mitsubishi Dockyard & Engineering Works у Нагасакі для компанії Mitsubishi Kisen.
Вже за кілька діб після завершення танкер реквізували для потреб Імперського флоту Японії. 7—26 серпня 1943-го «Ямбі-Мару» пройшов з Японії до Сінгапура, після чого узявся за рейси між Палембангом і Балікпапаном (центри нафтовидобутку на Суматрі та східному узбережжі Борнео). З листопада танкер курсував між Сурабаєю та Балікпапаном, а в окремих випадках і Тараканом (ще один нафтовидобувний центр на сході Борнео, північніше від Балкпапану).
У березні 1944-го «Ямбі-Мару» побував у Батавії (наразі Джакарта), де провів дозаправку важкого крейсера «Тоне», що повернувся з рейду до Індійського океану. Далі танкер відвідав Палембанг та повернувся на схід Нідерландської Ост-Індії.
У квітні 1944-го «Ямбі-Мару» доправив вантаж до Маніли, при цьому другу частину переходу він здійснив з конвоєм M-17, що прямував з острова Хальмахера. 1 травня танкер вийшов з Маніли разом з конвоєм «Таке № 1», а потім відокремився від нього та 11 травня прибув до Балікпапану, після чого знову почав курсувати до Сурабаї. 1 червня невдовзі після виходу з Сурабаї «Ямбі-Мару» підірвався на міні й мусив повернутись до порту. Втім, уже 3 червня він зміг знову вийти до Балікпапану.
16 липня 1944-го танкер рушив з Балікпапану до Сурабаї, при цьому перехід виконувався без ескорту. Вранці 18 липня в Яванському морі за кілька десятків кілометрів від острова Бавеан «Ямбі-Мару» перехопив американський підводний човен USS Ray. Протягом п'ятдесяти хвилин субмарина здійснила шість атак та випустила 22 торпеди, при цьому з танкера вели вогонь у відповідь з гармати. За доповіддю командира USS Ray всього в «Ямбі-Мару» влучило 8 торпед, судно загорілось, розкололося на три частини та затонуло. Загинули 1 член екіпажу та 5 пасажирів.